# Сельское поселение «Село Нижние Прыски»
Сельское поселение «Село Нижние Прыски» — муниципальное образование в составе Козельского района Калужской области России.
Административный центр — село Нижние Прыски.

## Население
| 2010  | 2012  | 2013  | 2014  | 2015  | 2016  | 2017  |
| ----- | ----- | ----- | ----- | ----- | ----- | ----- |
| 1249  | ↘1211 | ↘1195 | ↘1167 | ↘1146 | ↗1157 | ↘1140 |
| 2018  | 2019  | 2020  | 2021  |       |       |       |
| ↘1131 | ↘1113 | ↗1119 | ↗1149 |       |       |       |

## Состав
В поселение входят 10 населённых пунктов:
- село Нижние Прыски
- деревня Городец
- деревня Дубровка
- деревня Копаново
- деревня Лубны
- деревня Маслово
- деревня Новое Казачье
- деревня Полошково
- деревня Серено-Завод
- деревня Стенино